# روبرت إدوارد غروس
روبرت إدوارد غروس (بالإنجليزية: Robert Edward Gross)‏ ـ (2 يوليو 1905 ـ 11 أكتوبر 1988) هو جراح وباحث طبي أمريكي. كان من أوائل رواد جراحة قلب الأطفال، حيث أجرى أبحاثًا رائدة في هذا المجال في مستشفى بوسطن للأطفال، الذي شغل منصب كبير جراحي القلب والأوعية الدموية به. شغل غروس منصب رئيس الرابطة الأمريكية لجراحة الصدر، وكان عضوًا بالأكاديمية الوطنية للعلوم وزميلًا للأكاديمية الأمريكية للفنون والعلوم.
أجرى غروس أول جراحة لربط القناة الشريانية المفتوحة.

## جوائز مهمة
- جائزة ألبرت لاسكر للأبحاث الطبية السريرية (1954 و1959).[2][3][5][6]
- وسام ليوبولد من رتبة ضابط (بلجيكا، 1959)[3]
- الدكتوراه الفخرية
  - في الطب من جامعات لوفان (1959) وتورينو (1961)[3]
  - في العلوم من جامعات سافولك (1962) وشفيلد (1963) وهارفارد (1984)[3]
- زميل شرفي بكلية الجراحين الملكية بإنجلترا (1973)[3]